# Јавански мунгос
Јавански мунгос (лат. Urva javanica) је врста сисара из реда звери и породице мунгоси (Herpestidae), припада роду Urva пореклом из југоистичне Азије.

## Таксономија
Врсту је први описао у складу са правилима биномне номенклатуре 1818. године француски природњак Етјен Жофроа Сент Илер, дајући јој научно име име Ichneumon javanicus. Холотип је дошао са Јаве. Касније је класификован у род Herpestes, али се сада сматра да сви азијски мунгоси припадају роду Urva.
Током 19. и 20. века описано је неколико зоолошких примерака од стране научника, који се данас сматрају подврстама;
- Herpestes exilis − француски палеонтолог Пол Жерве је описао 1841. године примерак из Да Нанг у Вијетнаму.[4]
- Herpestes rafflesii − Џон Андерсон је 1875. године примерак са Суматре.[5]
- Mungos rubifrons − Џоел Асаф Ален је 1909. године описао осам одраслих примерака прикупљених око планине Вуџи на острву Хајнан, Кина.[6]
- Mungos exilis peninsulae − описана од стране немачког зоолога Ернст Шварца који је 1910. године прикупио лобању и кожу мунгоса у Бангкоку.[7]
- Mungos siamensis − британски зоолог Сесил Боден Клос је 1917. године сакупио кожу одрасле женке мунгоса на северу Тајланда и описао ову подврсту.[8]
- Mungos parakensis − описана од стране Клоса 1917. године на основу прикупљене коже и лобање одрасле женке мунгоса из околине Тајпинга на полуострву Малезије.[9]
- Herpestes javanicus tjerapai − описана од стране Хенрија Јакоба Виктор Кобија 1949. године на основу прикупљеног одраслог мужјака из провинције Аћех, Суматра.[10]

Мали индијски мунгос (U. auropunctata) некада се сматрао подврстом јаванског мунгоса. Док су неки научницу третирали јаванског мунгоса (Urva javanica) и малог индијског мунгоса (U. auropunctata) као једну врсту. Генетска анализа узорака длаке и ткива са 18 јаванских и малих индијских мунгоса открила је да они чине две гране и да су различите врсте. Река Салуен у Мјанмару је вероватно баријера између ове две врсте. Анализа митохондријске ДНК врсте Urva открила је да јавански мунгос чини сестринску групу са индијским сивим мунгосом (U. edwardsii). Јавански мунгос је вероватно еволуирао пре око 0,5 милиона година у средњем миоцену.

### Етимологија
- Urva: је непалски назив Arva за мунгоса који се храни раковима.[15]
- javanica: назив по Јави, Индонезија (раније Холандска Индија).[16]

## Опис
Јавански мунгоси имају дужину тела од 30 до 41,5 центиметара и реп од 21 до 31,5 центиметара. Задње стопало је дугачко 6 до 7 центиметара; уши су дужине 1,8 до 3,1 центиметар. Тежина варира између 0,5 и 1 килограма, при чему су мужјаци нешто тежи од женки. Тело им је попут индијског сивог мунгоса издужено и витко, удови су релативно кратки. Боја крзна варира од жућкасто браон до тамно браон боје. Појединачне длаке имају беле и црне делове, што резултира сивом нијансом. Глава је црвенкасто смеђа; ноге су исте боје као тело или су нешто тамније. Мужјаци имају већу, ширу главу од женки. Лобања је уска и дуга са само благо развијеним сагиталним гребеном, а мождано кућиште је такође релативно дугачко. Очи и уши су мале, на ушима има кратке длаке. Њушка је шиљаста, а нос црн. Користе око дванаест различитих вокализација.
- Зубна формула: I 3/3, C 1/1. P 4/4, M 2/2 = 40.

Очњаци су дуги и благо закривљени. Први премолари су мали, преостали кутњаци су добро развијени и зашиљени. Реп је јак у основи и постаје све ужи према крају. Свако стопало има по пет прстију са дугим и оштрим канџама које се не могу увући. Табани су без длаке. Женке имају три пара млечних жлезда. Мали мунгоси имају аналну врећицу која је отворена позади и производи секрет јаког мириса.

## Распрострањеност и станиште
Природно станиште јаванског мунгоса обухвата копнену југоисточну Азију (Тајланд, Лаос, Камбоџа, Вијетнам и Малезија), северну Суматру, Јаву где настањује подручје од 1.800 метара надморске висине. Појаве јаванског мунгоса у јужној Кини су неизвесне или се ради индијском малом мунгосу (Urva auropunctata). На Тајланду је јавански мунгос фотографисан камерама у разним стаништима, укључујући мешовите листопадне шуме, суве зимзелене шуме, као и на напуштеним плантажама и пољима ананаса.
Јавански мунгос је додат на листу инвазивних врста Европске уније 2016. године. То значи да се ова врста не може увозити, узгајати, транспортовати, комерцијализовати или намерно пуштати у животну средину у целој Европској унији.

### Као алохтона врста
Јавански мунгос је увведен на десетак острва у Пацифику и Карибима, на пример Порторико, Света Луција и Јамајка, и на нека у Индијском океану и Медитерану, као и у Венеуцели. Способан је да живи у простору густо насељеним људском популацијом.
Мунгос је уведен на острво Окинава 1910. године и на Амами Ошиму 1979. године у покушају да контролише популацију отровне врсте змија Protobothrops flavoviridis и других штеточина. На разним местима је постала инвазивна врста.

### Увођење на Јамајку
19. век је био век процвата за плантаже шећерне трске на многим тропским острвима као што су Порторико, Хаваји и Јамајка. Уз усеве су дошли пацови, који су претили да униште усеве. Ово је био један од разлога због чега је 1872. године јавански мунгос увезен на Јамајку за борбу против ових штеточина. Популација јаванског унгоса која је тамо унета има већу популацију него на његовој матичној територији. Такође, показује већу генетску диверсификацију због варијације и изолације становништва.

### Инвазивне врсте
Увођење мунгоса није имало жељене ефекте на контролу пацова. Углавном су се хранили птицама и птичјим јајима, угрожавајући многе аутохтне врсте на острвима. Врста се размножава; Мужјаци постају зрели са четири месеца, а женке рађају легло од 2 до 5 младих.
Они такође могу постати вектор (организам који преноси болести и нфекције) лептоспирозе.
У Шпанији, због свог интродуковованог потенцијала представља озбиљну претњу за аутохтоне врсте, природна станишта или екосистеме, због тога је јавански мунгос сврстан у шпански Каталог инвазивних егзотичних врста, регулисан Краљевским декретом 630/2013, од 2. августа, о увођењу ове врсте у природно окружење, поседовање, транспорт и трговина забрањени су у Шпанији.

## Начин живота
Јавански мунгоси су дневне животиње које обично живе усамљенички живот, али понекад остају заједно у породичној групи. Током дана напуштају своје јазбине и траже храну. Исхрана им се првенствено састоји од инсеката, али и од великог броја кичмењака као што су мали сисари, птице, гуштери и змије, али и од шкорпија и других бескичмењака, као и воћа. Пошто мунгоси могу да се крећу великом брзином, они нападају и змије отровнице чије нападе брзо избегавају, али нису имуни на змијски отров. Мунгос пушта да змија напада изнова и изнова, избегавајући сваки пут, и на крају кад је змија толико уморна, потом је мунгос са лакоћом убије. Ако змија током борбе угризе мунгоса, кратки очњаци змије често не могу да продру у њеногово тело због густог и жбунастог крзна.
Након периода трудноће која обично траје 50 дана, женка рађа 2 до 5 младих мунгоса. Дојење траје 4-5 недеља. Младунчад се одбијају од мајке након четири до пет недеља, док полну зрелост стичу са годину дана.